# カイル・バード
ロナルド・カイル・バード（Ronald Kyle Bird, 1993年4月12日 - ）は、アメリカ合衆国フロリダ州クレイ郡オレンジパーク出身のプロ野球選手（投手）。左投左打。

## 経歴

### プロ入りとレイズ傘下時代
2014年のMLBドラフト35巡目（全体1057位）でタンパベイ・レイズから指名され、プロ入り。契約後、傘下のアパラチアンリーグのルーキー級プリンストン・レイズでプロデビュー。12試合に登板して1勝0敗1セーブ、防御率4.19、18奪三振を記録した。
2015年はA級ボーリンググリーン・ホットロッズとAAA級ダーラム・ブルズでプレーし、2球団合計で33試合に登板して4勝0敗9セーブ、防御率2.54、71奪三振を記録した。
2016年はA+級シャーロット・ストーンクラブズとAA級モンゴメリー・ビスケッツでプレーし、2球団合計で43試合に登板して3勝2敗7セーブ、防御率2.28、60奪三振を記録した。オフにはアリゾナ・フォールリーグに参加し、ピオリア・ハベリーナズに所属した。
2017年はAA級モンゴメリーとAAA級ダーラムでプレーし、2球団合計で54試合に登板して4勝2敗、防御率2.89、70奪三振を記録した。
2018年もAA級モンゴメリーとAAA級ダーラムでプレーし、2球団合計で43試合（先発6試合）に登板して3勝3敗4セーブ、防御率2.39、88奪三振を記録した。オフの11月20日にルール・ファイブ・ドラフトでの流出を防ぐために40人枠入りした。

### レンジャーズ時代
2018年12月21日にレイズとテキサス・レンジャーズとオークランド・アスレチックスによって三角トレードが行われ、レンジャーズはバードとブロック・バークとヨエル・エスピナルとイーライ・ホワイトとインターナショナル・ボーナス・プールの75万ドルを獲得、レイズはエミリオ・パガンとローリー・レイシーと2019年のMLBドラフトでの優先指名権を獲得、アスレチックスはジュリクソン・プロファーを獲得した。
2019年3月28日のシカゴ・カブス戦でメジャーデビュー。この年メジャーでは12試合に登板して防御率7.82、10奪三振を記録した。
2020年1月15日にDFAとなり、21日にマイナー契約で傘下のAAA級ナッシュビル・サウンズへ配属された。オフの11月2日にFAとなった。

### 広島時代
2020年11月26日に広島東洋カープと契約を結んだことが発表された。契約金1050万円、年俸4200万円（金額は推定）。背番号は2020年までクリス・ジョンソンが付けていた42。
新型コロナウィルス感染拡大防止措置における入国制限の影響で合流が遅れていたが、2021年4月26日に入団会見が行われた。6月14日の埼玉西武ライオンズ戦で来日初登板を果たした。最終的に33試合に登板し0勝0敗11ホールド、防御率4.57を記録した。11月17日、球団からテイラー・スコット、ドビーダス・ネバラスカス、ケビン・クロン、アレハンドロ・メヒアと共に来季の契約を結ばないことが発表された。

### 広島退団後
2022年3月8日、シアトル・マリナーズとマイナー契約を締結して移籍した。

## 選手としての特徴・人物
サイドスローに近いスリークォーターから投じる最速154km/hの直球、ツーシーム・ファストボール、スライダーで投球を組み立てる。
2019年シーズンにメジャーリーグで投じた277球のうち111球、つまり46.3%をスライダーが占め、ツーシーム・ファストボールは29.2%、直球は24.6%と、スライダーという1つの変化球に偏っていると言える。

## 詳細情報

### 年度別投手成績
| 年 度    | 球 団    | 登 板 | 先 発 | 完 投 | 完 封 | 無 四 球 | 勝 利 | 敗 戦 | セ 丨 ブ | ホ 丨 ル ド | 勝 率 | 打 者 | 投 球 回 | 被 安 打 | 被 本 塁 打 | 与 四 球 | 敬 遠 | 与 死 球 | 奪 三 振 | 暴 投 | ボ 丨 ク | 失 点 | 自 責 点 | 防 御 率 | W H I P |
| -------- | -------- | ----- | ----- | ----- | ----- | -------- | ----- | ----- | -------- | ----------- | ----- | ----- | -------- | -------- | ----------- | -------- | ----- | -------- | -------- | ----- | -------- | ----- | -------- | -------- | ------- |
| 2019     | TEX      | 12    | 0     | 0     | 0     | 0        | 0     | 0     | 1        | 0           | ----  | 65    | 12.2     | 11       | 5           | 15       | 0     | 2        | 10       | 2     | 1        | 11    | 11       | 7.82     | 2.05    |
| 2021     | 広島     | 33    | 0     | 0     | 0     | 0        | 0     | 0     | 0        | 11          | ----  | 98    | 21.2     | 21       | 0           | 13       | 0     | 2        | 21       | 0     | 1        | 11    | 11       | 4.57     | 1.57    |
| MLB：1年 | MLB：1年 | 12    | 0     | 0     | 0     | 0        | 0     | 0     | 1        | 0           | ----  | 65    | 12.2     | 11       | 5           | 15       | 0     | 2        | 10       | 2     | 1        | 11    | 11       | 7.82     | 2.05    |
| NPB：1年 | NPB：1年 | 33    | 0     | 0     | 0     | 0        | 0     | 0     | 0        | 11          | ----  | 98    | 21.2     | 21       | 0           | 13       | 0     | 2        | 21       | 0     | 1        | 11    | 11       | 4.57     | 1.57    |

- 2021年度シーズン終了時
- 各年度の太字はリーグ最多

### 年度別守備成績
| 年 度 | 球 団 | 投手（P） | 投手（P） | 投手（P） | 投手（P） | 投手（P） | 投手（P） |
| 年 度 | 球 団 | 試 合     | 刺 殺     | 補 殺     | 失 策     | 併 殺     | 守 備 率  |
| ----- | ----- | --------- | --------- | --------- | --------- | --------- | --------- |
| 2019  | TEX   | 12        | 0         | 2         | 0         | 0         | 1.000     |
| 2021  | 広島  | 33        | 3         | 3         | 0         | 0         | 1.000     |
| MLB   | MLB   | 12        | 0         | 2         | 0         | 0         | 1.000     |
| NPB   | NPB   | 33        | 3         | 3         | 0         | 0         | 1.000     |

- 2021年度シーズン終了時

### 記録

#### NPB
初記録
- 初登板：2021年6月14日、対埼玉西武ライオンズ2回戦（MAZDA Zoom-Zoom スタジアム広島）、9回表に5番手で救援登板・完了、1回無失点
- 初奪三振：同上、9回表に金子侑司から空振り三振
- 初ホールド：2021年6月26日、対中日ドラゴンズ10回戦（MAZDA Zoom-Zoom スタジアム広島）、7回表に3番手で救援登板、1回無失点

### 背番号
- 55（2019年）
- 42（2021年）